# Antonio Núñez Jiménez
Antonio Núñez Jiménez (n. 1923 – d. 1998) a fost un geograf și speolog cubanez, membru de onoare al Academiei Române (din 1965). A adus contribuții semnificative în domeniile geografiei, arheologiei, antropologiei, istoriei și conservării mediului. 
Născut în  Alquizar, Havana, Cuba pe 20 aprilie 1923, a studiat la Universitatea din Havana. Aici a primit primul său doctorat , și mai târziu a primit cel de al doilea doctorat de la Universitatea Moscovită de Stat Lomonosov. A efectuat ample cercetări arheologice în întreaga Cuba, conducând multe expediții pentru a descoperi vestigiile Taíno, poporul indigen din Cuba. ,,Este considerat tatăl speologiei cubaneze. În 1950, a descoperit cea mai mare peșteră din țară: Marea Peșteră a lui Santo Tomas. A mai participat de asemenea în numeroase expediții științifice la Polul Nord, Antarctica, Insula Paștelui, Galapagos și En Canoa del Amazonas al Caribe.
De asemenea, a fost un activist pentru mediu și a jucat un rol important în crearea Parcului Național Sierra Maestra, primul parc național din Cuba. Núñez Jiménez a fost membru al Adunării Naționale a Puterii Populare, parlamentul cubanez, și a fost larg respectat pentru contribuțiile sale la viața intelectuală și culturală cubaneză. El a fondat Fundația Antonio Núñez Jiménez pentru Natură și Om, care continuă să promoveze conservarea mediului și dezvoltarea durabilă în Cuba și în întreaga lume.

În timpul revoluției cubaneze, Antonio Núñez Jiménez a fost căpitan în armata revoluționară, luptând în viitorul loc unde se va construi primul parc național din Cuba, în munții Sierra Maestra. După revoluție a fost director al Institutului  Național pentru Reforma Agrară, care a jucat un rol semnificativ în transformarea economiei cubaneze într-o economie socialistă.